# كلود ريت
كلود ريت (بالفرنسية: Claude Reiter)‏ هو لاعب كرة قدم لوكسمبورغي في مركز الدفاع، ولد في 2 يوليو 1981 في لوكسمبورغ. شارك مع منتخب لوكسمبورغ لكرة القدم. أما مع النوادي، فقد لعب مع جونيس إيتش ويونيون لوكسمبورغ.

## وصلات خارجية
- كلود ريت على موقع الاتحاد الدولي (مؤرشف)  (الإنجليزية)
- كلود ريت على موقع قاعدة بيانات كرة القدم.إي يو (الإنجليزية)
- كلود ريت على موقع ناشيونال فوتبول تيمز (الإنجليزية)
- كلود ريت على موقع Soccerway.com (الإنجليزية)